# Platyxantha rubripennis
Platyxantha rubripennis es una especie de insecto coleóptero de la familia Chrysomelidae.
Fue descrita científicamente en 1884 por Duvivier.